# Canteleux

Canteleux este o comună în departamentul Pas-de-Calais, Franța. În 2015 avea o populație de 16 de locuitori.